# Christiana (Pennsylvania)
Christiana ist eine Verwaltungseinheit (Borough) im Lancaster County des US-Bundesstaats Pennsylvania. Das U.S. Census Bureau hat bei der Volkszählung 2020 eine Einwohnerzahl von 1.112 ermittelt.

## Geographie
Christiana liegt 30 Kilometer östlich von Lancaster und rund 70 Kilometer westlich der Großstadt Philadelphia. Der U.S. Highway 30 tangiert Christiana im Norden.

## Geschichte

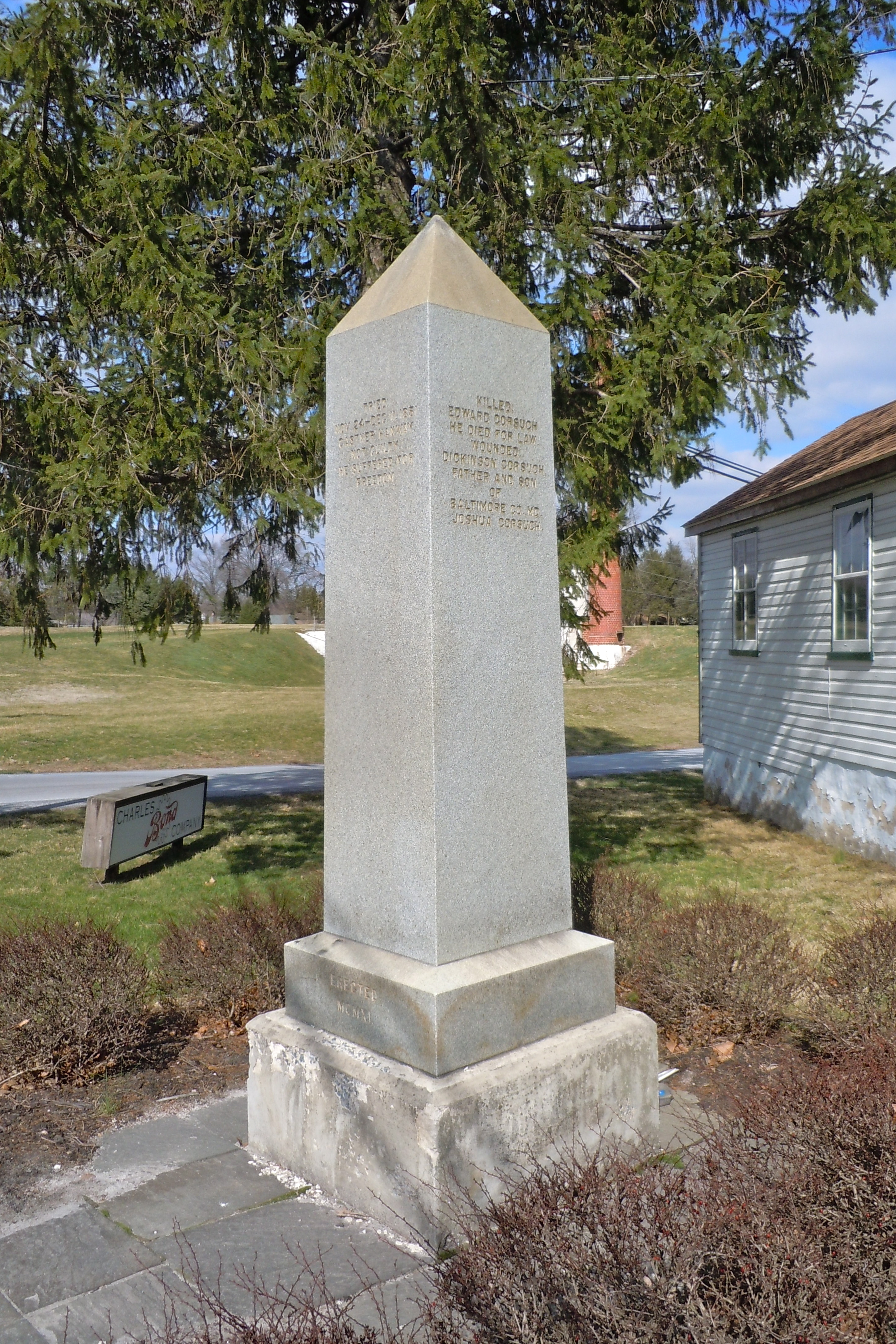
Christiana Obelisk zur Erinnerung an den Christiana Riot

Ureinwohner der Gegend waren die Shawnee-Indianer. Ab dem Jahr 1775 kamen erste Siedler aus Europa an den Ort. Als bekannt wurde, dass die Philadelphia and Columbia Railroad durch den Ort führen würde, erfolgte die Stadtgründung. Die Siedler William Noble und Hugh McClarron errichteten mehrere Fabrikationsunternehmen und der Ort wurde im Jahr 1844 zunächst McClarronville genannt, kurz darauf das Zercher Hotel eröffnet. Da sich die Einwohner mit dem Ortsnamen McClarronville nicht anfreunden konnten, wurde er 1847 zu Ehren von Christiana Noble, der ersten Frau des Siedlers William Noble in Christiana umbenannt.
Am 11. September 1851 war Christiana Schauplatz von Unruhen, heute als Christiana Riot (Christiana-Aufstand) bezeichnet, die der Region große nationale Aufmerksamkeit schenkten. Anlass waren flüchtige Sklaven, die die Anwohner mit Schusswaffen verteidigten und den Sklavenhalter töteten. Die Südstaatler forderten die Erhängung der Verantwortlichen, die wegen Landesverrats angeklagt wurden, da sie in den Vereinigten Staaten kriegerische Handlungen geführt hätten. Nachdem der erste Angeklagte freigesprochen wurde, stellte die Regierung den Fall ein. Die Verhandlung war die erste landesweite Herausforderung gegen das Fugitive Slave Law of 1850, das in den Nordstaaten nur selten angewendet wurde. Zur Erinnerung an den Christiana-Aufstand wurde im Ort ein Obelisk aufgestellt.
Die Einwohner von Christiana bestreiten ihren Lebensunterhalt zu Beginn des 21. Jahrhunderts in erster Linie durch landwirtschaftliche und touristische Einrichtungen. Der Ort ist als ruhige, ländliche Wohngegend bekannt und ist an intensiver Bautätigkeit und Erweiterung nicht interessiert.

## Demografische Daten
Im Jahr 2014 wurde eine Einwohnerzahl von 1170 Personen ermittelt, was eine Steigerung um 4,1 % gegenüber 2010 bedeutet. Das Durchschnittsalter lag 2014 mit 41,7 Jahren oberhalb des Wertes von Pennsylvania, der 40,6 Jahre betrug. 27,0 % der heutigen Bewohner gehen auf Einwanderer aus Deutschland zurück. Weitere maßgebliche Zuwanderungsgruppen während der Anfänge des Ortes kamen zu 17,1 % aus Irland, zu 14,1 % aus England und zu 4,3 % aus Italien.